# Sergei Wiktorowitsch Tschebotarjow

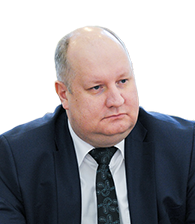
Sergei Tschebotarjow (2018)

Sergei Wiktorowitsch Tschebotarjow (russisch Сергей Викторович Чеботарёв; * 14. Oktober 1969 in Magdagatschi, Oblast Amur, Sowjetunion) ist ein russischer Politiker. Seit 2018 ist er Minister für Nordkaukasus-Angelegenheiten der Russischen Föderation.

## Leben
Tschebotarjow absolvierte 1986 die Ussurijsker Suworow-Militärschule sowie 1990 die Fernöstliche Militärhochschule für Truppenkommandeure. Von 1990 bis 1998 diente er in den Grenztruppen. Von 1998 bis 2004 ging er einer wissenschaftlichen Lehrtätigkeit an Moskauer Hochschulen nach. Von 2004 bis 2018 arbeitete er auf verschiedenen Posten im Verwaltungsapparat des Präsidenten der Russischen Föderation. Ab 2006 war er Bereichsleiter in der Präsidialverwaltung für interregionale und kulturelle Verbindungen mit dem Ausland. Im Juni 2012 stieg er zum Stellvertreter des Verwaltungschefs auf. Er leitete den Auf- und Ausbau der Beziehungen zu Armenien, Georgien, Aserbaidschan, Abchasien und Südossetien. Im März 2014 wurde er Mitglied einer behördenübergreifenden Kommission zur Vorbereitung und Durchführung internationaler sowie interregionaler Wirtschaftsforen. Am 18. Mai 2018 wurde er per Erlass des Präsidenten Putin zum Minister für Nordkaukasus-Angelegenheiten ernannt.
Tschebotarjow ist Doktor der Rechtswissenschaften und Dozent. Er ist verheiratet und Vater von zwei Kindern.

## Auszeichnungen
- Danksagung des Präsidenten der Russischen Föderation „Für Verdienste in der Entwicklung internationaler Zusammenarbeit und Stärkung der Freundschaft zwischen den Völkern“ (2010)